# Devín
Devín (in ungherese Dévény, in tedesco Theben, in italiano conosciuto anche con il nome Duino) è un quartiere, con autonomia a livello di comune, della città di Bratislava, capitale della Slovacchia, facente parte del distretto di Bratislava IV.
Il villaggio, precedentemente comune autonomo, costituisce oggi un quartiere periferico di Bratislava e si trova alla confluenza della Morava nel Danubio. Rappresenta un importante sito archeologico, famoso per le rovine del suo castello. 

## Storia
Il luogo era abitato già durante l'età del bronzo. Durante l'età del ferro era abitato dai Celti. Nel I sec. a.C. arrivarono i primi commercianti Romani e si insediarono nel villaggio celtico. Durante il regno dell'imperatore Augusto, i Romani guidati dal generale Tiberio conquistarono la Pannonia. Nel I sec. d.C. fu costruito un piccolo accampamento per i legionari Romani provenienti dalla vicina Carnuntum nell'odierna Austria. Devín, situata in un punto strategico, servì da baluardo difensivo per la stessa Carnuntum. I Romani costruirono vari edifici e sono state rinvenute diverse monete dell'epoca. L'accampamento romano fu abbandonato alla fine del IV sec. Nel V secolo arrivarono le popolazioni slave, le quali durante l'epoca dell'impero Moravo utilizzarono pietre e tegole degli edifici romani come materiale da costruzione. Durante il IX sec. fu costruita una basilica cristiana, oggi distrutta, ma secondo alcuni archeologi si trattava di un palazzo per via della mancanza del sepolcreto. 
Devín compare per la prima volta in un documento scritto nel 1237 con il nome di Villa Thebyn. Inizialmente era un piccolo villaggio appartenente al castello, ma crebbe rapidamente fino a diventarre una cittadina nel XV sec. Nel 1568 fu separata dal castello. Nel XVI sec. si stabilirono i Croati che fuggivano dagli Ottomani. Il castello fu distrutto dalle truppe napoleoniche nel 1809.

## Oggi
Devín è parte di Bratislava, ma differisce dal resto della città a causa del suo carattere rurale. Le principali attrazioni sono l'antico castello situato su una collina, grandi giardini, luoghi per escursioni e passeggiate lungo il Danubio. È ben collegata al centro di Bratislava con il sistema di trasporto pubblico municipale.